# Luis Vicente Gargallo
Luis Vicente Gargallo (¿?, c. 1636 - Barcelona, 19 de febrero de 1682) fue un maestro de capilla español. Su importancia en la historia de la música reside en su contribución al nacimiento del oratorio.

## Vida
No se sabe mucho de sus primeros años de vida; se desconoce dónde nació, aunque Bonastre lo supone del Reino de Valencia, y cual era su familia. Se sabe que fue infante en la Catedral de Valencia debido a una reclamación de dinero que se le adeudaba de esa época. Está documentado trabajando en esa misma Catedral bajo el magisterio de Francisco Navarro y Diego de Pontac entre 1644 y 1653. Con toda probabilidad estudió composición allí mismo entre 1652 y 1659 con los maestros Urbán de Vargas y Gracián Babán, tal como defendía el musicólogo Francesc Bonastre, pero no existe documentación que lo verifique.

### Maestría en Huesca
El 7 de junio de 1659 Gargallo llegó a Huesca procedente de Valencia y fue admitido a maestro de capilla de la Catedral, sin que aparentemente tuviese que pasar unas oposiciones. Es muy probable que las recomendaciones de sus maestros fuesen suficientes para asegurar la valía del candidato, teniendo en cuenta que el maestro Pontac había nacido en Huesca y que Vargas y Babán habían ocupado la maestría de la metropolitana oscense con anterioridad. En Huesca recibió cuarenta escudos para cubrir los gastos del viaje y un salario anual de cien ducados. El 7 de noviembre de ese mismo 1659 se le subió la asignación por otras cuarenta libras para permitir su ordenación.
Durante su maestría en Huesca se presentó a las oposiciones para el cargo del Real Colegio del Corpus Christi de Valencia. El tribunal, formado por Gracián Babán, Andrés Pérez y Jerónimo de la Torre, se decidió por Gargallo, pero los superiores decidieron nombrar a José Hinojosa, maestro de capilla de la Catedral de Teruel.
Partió de Huesca el 15 de noviembre de 1667, posiblemente por motivos económicos.

### Maestría en Barcelona
En 1667 se presentó a las oposiciones a la maestría de la Catedral de Barcelona, consiguiendo el puesto por unanimidad de jurado. En realidad entró como maestro ayudante de Marcián Albareda, que en ese momento ya se había jubilado, y no pasó a ocupar de facto el cargo hasta el 21 de agosto de 1673 con la muerte del anciano maestro. Permanecería en el cargo hasta su muerte en 1682.
La importancia musical de maestro se deja entrever en una demanda de Gargallo al Cabildo, en la que menciona que había obtenido ofertas de otras importantes catedrales e instituciones: la Basílica del Pilar de Zaragoza, en 1673; la Catedral de Valencia, en 1677, y las Descalzas Reales y la Encarnación, ambos en Madrid, en torno a 1680. También participó en tribunales de oposición en Barcelona, Tarragona y Valencia.
En Barcelona fue maestro de numerosos músicos, entre los que destacan José Gas, Felip Olivellas e Ignasi Vidal. También estuvo muy activo como compositor y se conservan ciento tres manuscritos copiados, de los que treinta y cuatro composiciones son litúrgicas y cuarenta y tres están escritas en lengua romance.
Falleció probablemente el 19 de febrero de 1682. Jaume Riera ocupó el cargo de forma interina hasta el 13 de julio de 1682 se nombró a Joan Barter, procedente de la Catedral de Lérida, para maestro de capilla de la metropolitana barcelonesa.

## Obra
Las obras de Gargallo se conservan en la Iglesia de San Pedro de Canet de Mar, Cervera, la Catedral de Gerona, La Seo de Zaragoza, la capilla del Corpus Christi de Valencia y la Biblioteca de Cataluña.
Se deben destacar dos composiciones de Gargallo, Historia de Joseph y Aquí de la fe, dos de los primeros oratorios compuestos en España.
| - Benedictus Dominus Israel - 2 Cum invocarem - 3 Dies irae - Dixit Dominus - Fratres, sobrii estote et vigilate, a 16 voces - 2 In te Domine speravi - 2 Laudate Dominum - Libera me Domine, a 8 voces - 2 Magnificat - Memento Domine David - Miserere a 8 - 3 Missa - Missa de Batalla a 8 - Missa de Difunts, a 8 voces - 5 Nunc dimittis - O bone pastor - 2 Qui habitat - Responde mihi, a 8 voces | - A las fiestas que el cielo, a 4 voces, tono - Aguas suspended, parad, tono - Ah de la guarda, a 5 voces, villancico - Alegría pecadores, a 10 voces, villancico - Aquí de la fe (dècada del 1670-1680), oratorio a 10 voces, órgano y bajo continuo - Aurora soberana, a 10 voces, villancico - Ay que se quema, a 4 voces, tono - cuanto más la pierdo de vista, a 5 voces, tono - Detente, pasajero, a 4 voces, tono - El fuego i el aire, a 4 voces, tono - Historia de Joseph (década de 1670-1680), oratorio - Oiga todo pecador, a 8 voces, villancico - Oigan qué de quebrados, a 8 voces, villancico - Olé, que jacarilla que traigo, a 8 voces, villancico - Para una fiesta, a 11 voces, villancico - Por celebrar amorosos, a 10 voces, villancico - Principes persecuti sunt, a 8 voces, villancico - Que prisión, a 4 voces, tono - Salve, divina aurora, a 12 voces, tono - Válgame Dios, qué será, a 12 voces, villancico |